# Баренцов евроарктички регион
Баренцов евроарктички регион, или само Баренцов регион (рус. Баренц-регион, фин. Barentsin alue) међународна је организација која окупља територије које гравитирају ка Баренцовом мору на крејњем северу Европе. Основана је 11. јануара 1993. године са циљем интензивније провредне и културне сарадње међу регионима који излазе на Баренцово море. 
Територија „Баренцовог региона” обухвата подручје површине око 1,9 милиона км², са око 6 милиона становника. Чине је 4 државе, односно њихових 12 рејона. Чланице Баренцовог региона су:
- Норвешка — Нордланд, Тромс, Финмарк
- Шведска — Вестерботен, Нурботен
- Финска  — Лапонија, Северна Остроботнија, Кајину
- Русија — Карелија, Мурманска област, Архангељска област, Комија, Ненеција.

Сарадњу између региона надгледају 4 државе потписнице, а процес сарадње одвија се на два нивоа: на државном и регионалном. Највиши управни орган Баренцовог региона је Савет Баренцовог региона ког чине министри иностраних послова четири земље потписнице споразума. Чланови највишег руководства сваке регионалне јединице чине Регионални савет.